# Simon Walter
Simon Walter (* 13. März 1985 in Zürich) ist ein Schweizer Leichtathlet. Er war Teilnehmer im Zehnkampf an den Leichtathletik-Weltmeisterschaften 2009 in Berlin und an den Leichtathletik-Europameisterschaften 2010 in Barcelona, wo er allerdings wegen einer Bauchmuskelzerrung den Wettkampf aufgeben musste.
Simon Walter wohnt in Wolfhausen ZH, ist 1,89 m gross, 82 kg schwer und startet für den LC Turicum. Er hat ein Masterstudium in Bewegungswissenschaften und Sport abgeschlossen.

## Erfolge
- 2004: 14. Rang IAAF World Junior Championships Zehnkampf
- 2007: 2. Rang Schweizer Meisterschaften Zehnkampf; 2. Rang Schweizer Hallenmeisterschaften Siebenkampf
- 2008: Schweizer Meister Zehnkampf
- 2009: 2. Rang Schweizer Hallenmeisterschaften Siebenkampf; 30. Rang Weltmeisterschaften Zehnkampf
- 2010: 1. Rang Europa Cup First League
- 2011: 1. Rang Europa Cup First League; 8. Rang Universiade

## Persönliche Bestleistungen
- Zehnkampf: 7973 Punkte, 3. Juli 2011 in Brixen
- Siebenkampf (Halle): 5382 Punkte, 15. Februar 2009 in St. Gallen